# NGC 5471
NGC 5471 (również PGC 165629) – obszar H II we wschodniej części galaktyki Messier 101 znajdującej się w gwiazdozbiorze Wielkiej Niedźwiedzicy. Odkrył go Heinrich Louis d’Arrest 22 sierpnia 1863 roku.

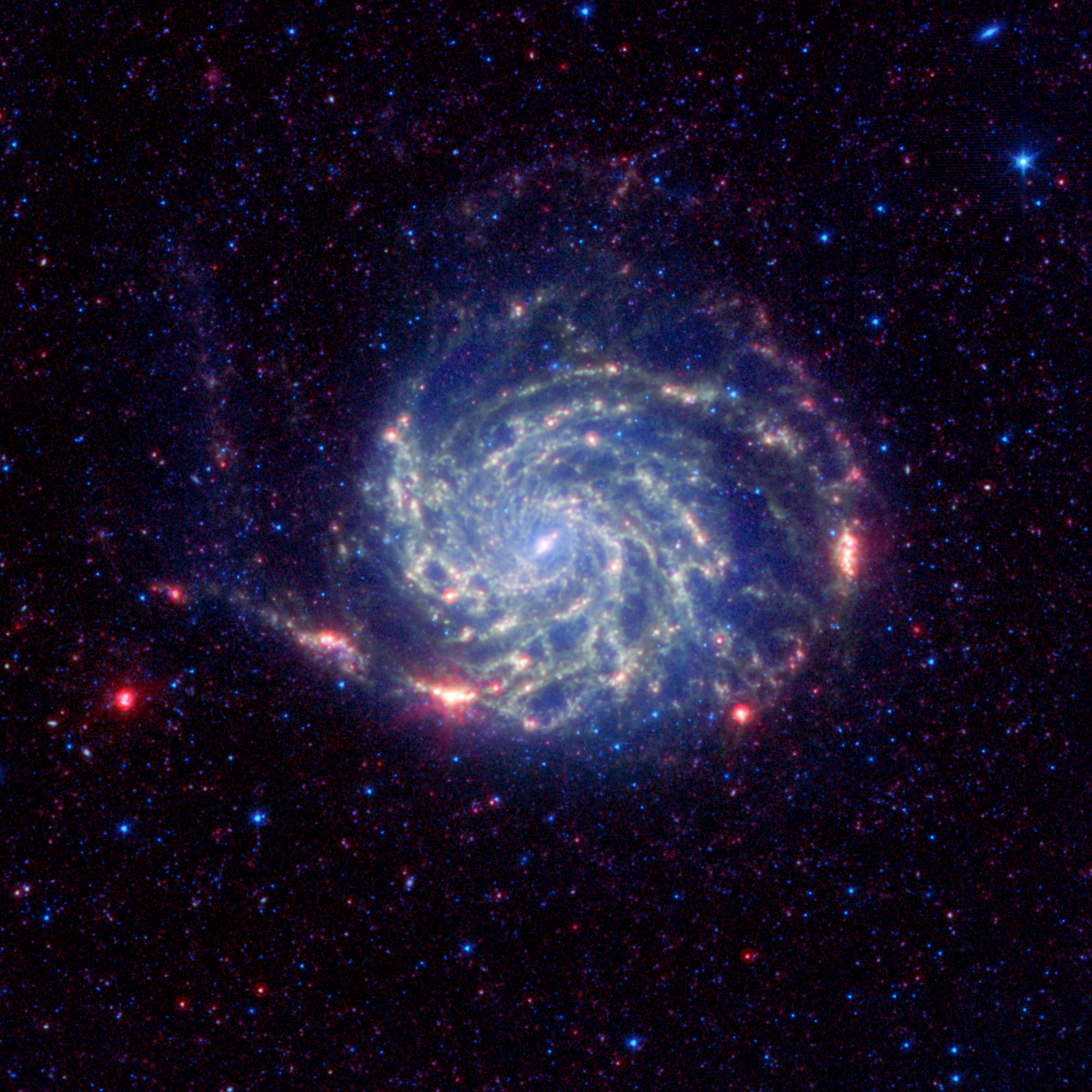
Messier 101 w podczerwieni. NGC 5471 to bardzo jasny, czerwony obszar blisko lewej krawędzi zdjęcia (Kosmiczny Teleskop Spitzera)